# Criterio de fluencia de Drucker-Prager
El criterio de fluencia de Drucker-Prager es un modelo dependiente de la presión que determina si un material ha sobrepasado el límite elástico. Este criterio fue introducido para tratar de representar la deformación plástica de los suelos. El criterio de Drucker-Prager, así como sus muchas variantes, han sido aplicados para rocas, hormigón, polímeros, espumas y otros materiales que presentan un comportamiento dependiente de la presión.

## Expresión
El criterio de plastificación de Drucker-Prager tiene la siguiente forma:

{\displaystyle {\sqrt {J_{2}}}=A+B~I_{1}}

donde:
{\displaystyle I_{1}\,} es el primer invariante del tensor de tensión y
{\displaystyle J_{2}\,} es el segundo invariante del tensor desviador resultante de la descomposición de octaédrica y desviador del tensor de tensiones.
{\displaystyle A,B} dos constantes que se determinan a partir de experimentos.
En términos de la tensión de Von Mises y la tensión hidrostática (o tensión media), el criterio de Drucker-Prager puede expresarse como:

{\displaystyle \sigma _{e}=a+b~\sigma _{m}}

donde {\displaystyle \sigma _{e}} es la tensión equivalente de Von Mises, {\displaystyle \sigma _{m}} es la tensión hidrostática, y
{\displaystyle a,b} son constantes del material. 
El criterio de Drucker-Prager expresado en coordenadas de Haigh–Westergaard es:

{\displaystyle {\tfrac {1}{\sqrt {2}}}\rho -{\sqrt {3}}~B\xi =A}

La superficie de fluencia de Drucker-Prager es una versión más ajustada de la superficie de fluencia de Mohr-Coulomb.

### Expresiones para A y B
El criterio de Drucker–Prager puede escribirse en función de las tensiones principales como:

{\displaystyle {\sqrt {{\cfrac {1}{6}}\left[(\sigma _{1}-\sigma _{2})^{2}+(\sigma _{2}-\sigma _{3})^{2}+(\sigma _{3}-\sigma _{1})^{2}\right]}}=A+B~(\sigma _{1}+\sigma _{2}+\sigma _{3})~.}

Si {\displaystyle \sigma _{t}} es el límite de fluencia en tracción uniaxial, el criterio de Drucker–Prager conduce a:

{\displaystyle {\cfrac {1}{\sqrt {3}}}~\sigma _{t}=A+B~\sigma _{t}~.}

Análogamente, si {\displaystyle \sigma _{c}} es el límite de fluencia en compresión uniaxial, el criterio de Drucker–Prager conduce a:

{\displaystyle {\cfrac {1}{\sqrt {3}}}~\sigma _{c}=A-B~\sigma _{c}~.}

Resolviendo las dos ecuaciones anteriores:

{\displaystyle A={\cfrac {2}{\sqrt {3}}}~\left({\cfrac {\sigma _{c}~\sigma _{t}}{\sigma _{c}+\sigma _{t}}}\right)~;~~B={\cfrac {1}{\sqrt {3}}}~\left({\cfrac {\sigma _{t}-\sigma _{c}}{\sigma _{c}+\sigma _{t}}}\right)~.}

### Relación de asimetría uniaxial
El modelo de Drucker-Prager es capaz de predecir distintos límites de fluencia en tracción y compresión. La relación de asimetría uniaxial para el modelo de Drucker–Prager es: 

{\displaystyle \beta ={\cfrac {\sigma _{\mathrm {c} }}{\sigma _{\mathrm {t} }}}={\cfrac {1-{\sqrt {3}}~B}{1+{\sqrt {3}}~B}}~.}

### Expresiones en función de la cohesión y el ángulo de fricción
Puesto que la superficie de fluencia de Drucker–Prager es una versión más ajustada de la superficie de fluencia de Mohr-Coulomb, el modelo de Drucker-Prager es a menudo expresado en función de la cohesión ({\displaystyle c}) y el ángulo de fricción interna ({\displaystyle \phi }) que son utilizados para describir la superficie de fluencia de Mohr-Coulomb. Si se asume que la superficie de fluencia de Drucker-Prager circunscribe a superficie de fluencia de Mohr–Coulomb, entonces las expresiones para {\displaystyle A} y {\displaystyle B} son:

{\displaystyle A={\cfrac {6~c~\cos \phi }{{\sqrt {3}}(3+\sin \phi )}}~;~~B={\cfrac {2~\sin \phi }{{\sqrt {3}}(3+\sin \phi )}}}

Si la superficie de fluencia de Drucker-Prager queda inscrita en la superficie de fluencia de Mohr–Coulomb, entonces:

{\displaystyle A={\cfrac {6~c~\cos \phi }{{\sqrt {3}}(3-\sin \phi )}}~;~~B={\cfrac {2~\sin \phi }{{\sqrt {3}}(3-\sin \phi )}}}

| Obtención de las expresiones para {\displaystyle A,B} en función de {\displaystyle c,\phi } |
| --- |
| La expresión para la superficie de fluencia de Mohr-Coulomb en el espacio de Haigh–Westergaard es: {\displaystyle \left[{\sqrt {3}}~\sin \left(\theta +{\tfrac {\pi }{3}}\right)-\sin \phi \cos \left(\theta +{\tfrac {\pi }{3}}\right)\right]\rho -{\sqrt {2}}\sin(\phi )\xi ={\sqrt {6}}c\cos \phi } Si se asume que la superficie de fluencia de Drucker-Prager circunscribe a la superficie de fluencia de Mohr–Coulomb de tal forma que ambas superficies coinciden en {\displaystyle \theta ={\tfrac {\pi }{3}}}, entonces en estos puntos la superficie de fluencia de Mohr–Coulomb puede expresarse como: {\displaystyle \left[{\sqrt {3}}~\sin {\tfrac {2\pi }{3}}-\sin \phi \cos {\tfrac {2\pi }{3}}\right]\rho -{\sqrt {2}}\sin(\phi )\xi ={\sqrt {6}}c\cos \phi } O como: {\displaystyle {\tfrac {1}{\sqrt {2}}}\rho -{\cfrac {2\sin \phi }{3+\sin \phi }}\xi ={\cfrac {{\sqrt {12}}c\cos \phi }{3+\sin \phi }}\qquad \qquad (1.1)} El criterio de fluencia de Drucker–Prager expresado en coordenadas de Haigh–Westergaard es: {\displaystyle {\tfrac {1}{\sqrt {2}}}\rho -{\sqrt {3}}~B\xi =A\qquad \qquad (1.2)} Comparando las ecuaciones (1.1) y (1.2), se tiene: {\displaystyle A={\cfrac {{\sqrt {12}}c\cos \phi }{3+\sin \phi }}={\cfrac {6c\cos \phi }{{\sqrt {3}}(3+\sin \phi )}}~;~~B={\cfrac {2\sin \phi }{{\sqrt {3}}(3+\sin \phi )}}} Estas son las expresiones para {\displaystyle A,B} en términos de {\displaystyle c,\phi }. Por otro lado, si la superficie de fluencia de Drucker–Prager queda inscrita en la de Mohr–Coulomb, entonces haciendo coincidir las dos superficies en {\displaystyle \theta =0} se obtiene: {\displaystyle A={\cfrac {6c\cos \phi }{{\sqrt {3}}(3-\sin \phi )}}~;~~B={\cfrac {2\sin \phi }{{\sqrt {3}}(3-\sin \phi )}}} |